# Acacia guianensis
Acacia guianensis é uma espécie de leguminosa do gênero Acacia, pertencente à família Fabaceae.